# Брылык
Брылык — река в России, протекает в Республике Татарстан. Левый приток реки Ургуда.

## География
Река Брылык берёт начало в урочище Елизаветино. На реке расположена деревня Подгорный Такермен. Устье реки находится у села Кузембетьево в 11 км по левому берегу реки Ургуда. Длина реки составляет 12 км, площадь водосборного бассейна 60,2 км².

## Данные водного реестра
По данным государственного водного реестра России относится к Камскому бассейновому округу, водохозяйственный участок реки — Ик от истока и до устья, речной подбассейн реки — бассейны притоков Камы до впадения Белой. Речной бассейн реки — Кама.